# Bank One Center
Comerica Bank Tower é um dos arranha-céus mais altos do mundo, com 240 metros (787 ft). Edificado na cidade de Dallas, Estados Unidos, foi concluído em 1987 com 60 andares.